# São Félix de Balsas
São Félix de Balsas is een gemeente in de Braziliaanse deelstaat Maranhão. De gemeente telt 4.442 inwoners (schatting 2009).